# Zahrady Lórienu
Zahrady Lórienu jsou fiktivní místo ve světě Středozem, vytvořené J. R. R. Tolkienem, kde dlí pán snů Irmo, nazývaný také Lórien, se svou manželkou Estë Uzdravitelkou.
Nachází se daleko od Valmaru na jihu, přesto stále ve Valinoru. Byly vystavěny Valarským kovářem Aulëm z mlhy pocházející ze Stínových moří. Irmovy síně byly velkolepé a spoře osvětlené, s velkými zahradami. Zahrady samotné byly plné labyrintů a bludišť, jelikož Yavanna darovala Irmovi množství Tisů, Cedrů a Borovic, které vydávaly uspávající vůni a visely přes hluboké tůně, Zářící světlušky osvětlovaly jejich hranice a Varda umístila hvězdy do jejich hlubin, k potěšení Irma. Jeho Maiar překrásně zpívají v těchto zahradách, vůně nočních květin a písně uspávajících slavíků je naplňují krásou. Rostou zde také Vlčí máky rudě zářící za soumraku, kterým Valar říkají Fumellar, květiny spánku. Uprostřed těchto zahrad je vysazen kruh stínových Cypřišků a v jejich středu se nachází Silindrin, místo, kde sídlí Irmo Lórien.
Jedno z nejkrásnějších míst Ardy, zahrady mají unikátní přírodu – háje lesů, květiny, stříbrné vrby, fontány a jezírka. Převládající barva se zdá být stříbrná. Nachází se zde také Lorellin – jezero zastiňované stromy v jehož středu leží malý ostrůvek, na kterém spí Estë. Nedaleko něj stojí obydlí jako místo léčení, klidu a osvěžení pro většinu Elfů i Ainur. Zde také leží tělo Míriel, první ženy Finwëho. Odtud pocházejí také Melian a Olórin.